# Реневский сельский совет (Зборовский район)
Реневский сельский совет (укр. Ренівська сільська рада) — входит в состав
Зборовского района
Тернопольской области
Украины.
Административный центр сельского совета находится в 
с. Ренев.

## История
- 1991 — дата образования.

## Населённые пункты совета
- с. Ренев